# Здрева
Здрева — река в Новосибирской области России. Устье реки находится в ~20 км по правому берегу реки Ояш. Длина реки составляет 13 км. Левый приток — Каменка.

## Данные водного реестра
По данным государственного водного реестра России относится к Верхнеобскому бассейновому округу, водохозяйственный участок реки — Обь от Новосибирского гидроузла до впадения реки Чулым, без рек Иня и Томь, речной подбассейн реки — бассейны притоков (Верхней) Оби до впадения Томи. Речной бассейн реки — (Верхняя) Обь до впадения Иртыша.